# Aristolochia ovatifolia
Aristolochia ovatifolia S.M.Hwang – gatunek rośliny z rodziny kokornakowatych (Aristolochiaceae Juss.). Występuje endemicznie w południowych Chinach, w prowincjach Kuejczou, Syczuan oraz Junnan).

## Morfologia
PokrójKrzew o pnących, owłosionych i brązowo-żółtawych pędach.
LiścieMają owalny kształt. Mają 5–13 cm długości oraz 4–8 cm szerokości. Są skórzaste. Nasada liścia ma sercowaty kształt. Z ostrym wierzchołkiem. Są owłosione od spodu. Ogonek liściowy jest owłosiony, żółto-brunatny i ma długość 3–5 cm.
KwiatyZygomorficzne, pojedyncze. Mają czerwono-purpurową barwę. Dorastają do 10–15 mm długości i 7–10 mm średnicy. Mają kształt wygiętej tubki.
OwoceTorebki o cylindrycznym kształcie. Mają 6 cm długości i 2 cm szerokości. Pękają u podstawy.

## Biologia i ekologia
Rośnie w lasach i zaroślach. Występuje na wysokości od 1000 do 1600 m n.p.m. Kwitnie od kwietnia do maja, natomiast owoce pojawiają się od czerwca do sierpnia.